# Moldavische Socialistische Sovjetrepubliek
De Moldavische Socialistische Sovjetrepubliek (Moldavisch: Република Советикэ Сочиалистэ Молдовеняскэ, Roemeens: Republica Sovietică Socialistă Moldovenească, Russisch: Молдавская Советская Социалистическая Республика; Moldavskaja Sovjetskaja Sotsialistitsjeskaja Respoeblika) was een constituerende republiek van de Sovjet-Unie tussen 1940-1941 en 1945-1990. 
De Moldavische SSR  ontstond uit de Moldavische ASSR en het noordoostelijke deel van het koninkrijk Roemenië dat bij de opheffing in 1947 aan de Moldavische SSR werd overgedragen. Tijdens de Tweede Wereldoorlog was het gebied samen met het zuidwestelijke deel van de Oekraïense SSR van 1941 tot 1944  onderdeel van het gouvernement Transnistrië die na de opheffing weer van elkaar gescheiden werden.
Rond het uiteenvallen  van de Sovjet-Unie werd een klein deel van het gebied in 1990 onderdeel van de Transnistrische Autonome Socialistische Sovjetrepubliek, de voorganger van het huidige niet-erkende land Transnistrië en de rest van het gebied werd in 1991 omgevormd tot het land  Moldavië.

## Demografie
Cijfers uit 1989:
- Moldaviërs 62,7%
- Oekraïners 13,8%
- Russen 13%
- Bulgaren 2%
- Roemenen 1,8%
- Joden 1,5%
- Gagaoezen en overig 5,2%

Armeense SSR · Azerbeidzjaanse SSR · Estische SSR · Georgische SSR · Kazachse SSR · Kirgizische SSR · Letse SSR · Litouwse SSR · Moldavische SSR · Oekraïense SSR · Oezbeekse SSR · Russische SFSR · Tadzjiekse SSR · Turkmeense SSR · Wit-Russische SSR
 Tijdelijke Sovjetrepublieken: Karelo-Finse SSR (1940-1956) · Transkaukasische SFSR (1922-1936) · Abchazische SSR (1921-1931)